# Paraplegia
La paraplegia è la condizione in cui la parte inferiore del corpo di una persona è affetta da paralisi motoria e/o carenza funzionale, associata a disturbi della sensibilità. La lesione midollare è sottostante il metamero midollare T1. Si distingue dalla tetraplegia che interessa tutti e quattro gli arti e si verifica in caso di lesione cervicale del midollo spinale.

## Eziologia
È in genere determinata da lesioni infettive o traumatiche della zona lombare o dorsale del midollo spinale. Può essere anche provocata da disciti, tumori, lesioni vascolari, sclerosi a placche o da malformazioni congenite del canale midollare, come nella spina bifida.

## Diagnosi differenziale
Per distinguere una paraplegia da una tetraplegia si effettua un test muscolare sull'abduttore del mignolo: se il test di forza è positivo significa che la lesione è inferiore a T1, poiché la radice nervosa che innerva tale muscolo, T1 è integra e funzionale.

## Trattamento
Nel 2023 è stato effettuato in Italia il primo impianto al mondo di un neurostimolatore midollare su pazienti con lesioni del midollo spinale. Nel 2025 fu pubblicato un innovativo protocollo di stimolazione elettrica e due casi che dimostravano "
come la neurostimolazione, integrata con la riabilitazione personalizzata, possa ripristinare le funzioni motorie in soggetti affetti da paraplegia, anche in presenza di lesioni gravi nella zona terminale del midollo spinale".
Nello stesso anno fu pubblicato il caso di studio di un 33enne con una lesione al cono midollare di 4 anni prima tornato a deambulare per un chilometro e in posizione eretta grazie alla stimolazione elettrica epidurale coadiuvata dalla riabilitazione personalizzata. Gli è stato impiantato un neurostimolatore midollare con 32 elettrodi, posizionandolo tra T11 e L1. La stimolazione ha consentito di riaccendere i circuiti nervosi residuirelarivi al controllo del tronco e dei flessori dell’anca, elementi fondamentali per postura e camminata.